# Julius Henrik von Qvoten
Julius Henrik von Qvoten (også Julius Heinrich von Qvoten eller Quoten, flor. 1748) var teaterleder og virkede i Danmark en kort årrække i midten af 1700-tallet; han var søn af Salomon Poulsen von Qvoten der 1718 havde fået en spilletilladelse uden at kunne udnytte den. 
Von Qvoten fik 17. januar 1747 tilladelsev til "at agere så vel tyske som danske Komedier", trådte senere på året i forbindelse med general Arnoldt og opførte i Store Kongensgade et teater, hvor han 20. november 1747 med en
tysk forestilling åbnede "den kongelige privilegerede tyske og danske Skueplads". I begyndelsen gav man to ugentlige forestillinger på tysk og to på dansk, men efterhånden fik det danske sprog overtaget, og fra 23. januar 1748 var "Hovedkomedien" altid på dansk. 
Von Quoten lagde betydelig dygtighed for dagen som teaterleder; hans personale som hans repertoire kunne fuldt ud måle sig med "de danske Aktørers", men alligevel vandt disse den største folkeyndest, og 17. maj 1748 gav von Quoten sin sidste forestilling. Efter flere
forgæves forsøg på at få tilladelse til at give – tyske og danske –teaterforestillinger i de danske og norske købstæder træffes han
1749-51 som tandlæge; han solgte desuden brokbånd og udlejede maskeradedragter; derefter forsvinder han.